# Élections générales saskatchewanaises de 1912
L'élection générale saskatchewanaise de 1912 se déroule le 11 juillet 1912 afin d'élire les députés de l'Assemblée législative de la Saskatchewan. Il s'agit de la 3e élection générale en Saskatchewan depuis la création de cette province du Canada en 1905.
Le Parti libéral de la Saskatchewan, dirigé par le Premier ministre Walter Scott, est de nouveau réélu et forme un troisième gouvernement majoritaire consécutif ; il augmente à la fois son nombre de sièges et sa part des votes par rapport à l'élection précédente.
Le Parti conservateur de la Saskatchewan (nouveau nom du Provincial Rights Party), dirigé par William Bartley Willoughby, subit des pertes au niveau du vote populaire et des sièges à l'Assemblée législative.

## Résultats
| Parti                                | Parti        | Chef                  | # de candidats | Sièges | Sièges | Sièges  | Voix   | Voix    | Voix    |
| Parti                                | Parti        | Chef                  | # de candidats | 1908   | Élus   | % Diff. | #      | %       | % Diff. |
| ------------------------------------ | ------------ | --------------------- | -------------- | ------ | ------ | ------- | ------ | ------- | ------- |
|                                      | Libéral      | Walter Scott          | 53             | 27     | 45     | +66,7 % | 50 004 | 56,96 % | +6,17 % |
|                                      | Conservateur | Wellington Willoughby | 53             | 14     | 7      | -50 %   | 36 848 | 41,98 % | -5,90 % |
|                                      | Indépendant  | Indépendant           | 5              | -      | 1      |         | 934    | 1,06 %  | +0,40 % |
| Total                                | Total        | Total                 | 111            | 41     | 531    | +29,3 % | 87 786 | 100 %   |         |
| Source : (en) Elections Saskatchewan |              |                       |                |        |        |         |        |         |         |

 Note :
1 Il y avait 54 sièges disponibles lors de cette élection. Toutefois, l'élection dans la circonscription de Cumberland est déclarée nulle ; une élection partielle fut tenue le 8 septembre 1913 afin de combler la vacance.